# Piz Kesch
Piz Kesch (retorom. Piz d'Es-Cha) to szczyt w paśmie Albula-Alpen w Alpach Retyckich. Jest najwyższym szczytem Albuli.
Pierwszego wejścia dokonali w 1846 r. J. Coaz, J. Rascher, C. Casper i J. Tscharner.
Na zachód od Piz Kesch leży przełęcz Albula; na północ znajduje się dolina Davos, a na południu dolina Engadyna. U stóp Piz Kesch w dolinie Engadyna leży wieś Madulain położona na wysokości 1694 m.